# Jacquetta Hawkes
Jacquetta Hawkes, née Jessie Jacquetta Hopkins, (5 d'agost de 1910 - 18 de març de 1996) fou una arqueòloga i escriptora britànica. Va ser una prolífica escriptora molt interessada per descobrir les vides dels pobles revelades per les excavacions científiques. La seva obra principal i més reconeguda és Una Terra (1951), si bé també va escriure Gran Bretanya prehistòrica (1943) juntament amb el seu marit Christopher Hawkes i La boca del drac (1952) i Viatge Sota un Arc Sant Martí (1955) amb J. B. Priestley. Entre els seus altres treballs s'inclouen El món del passat (1963), Prehistòria (història de la humanitat: desenvolupament cultural i científic, Volum 1 Part 1) (1963), que fos realitzat sota l'auspici de la UNESCO, l'Atles de l'home primerenc (1976) i la Guia Shell de l'Arqueologia britànica (1986).

## Investigació arqueològica

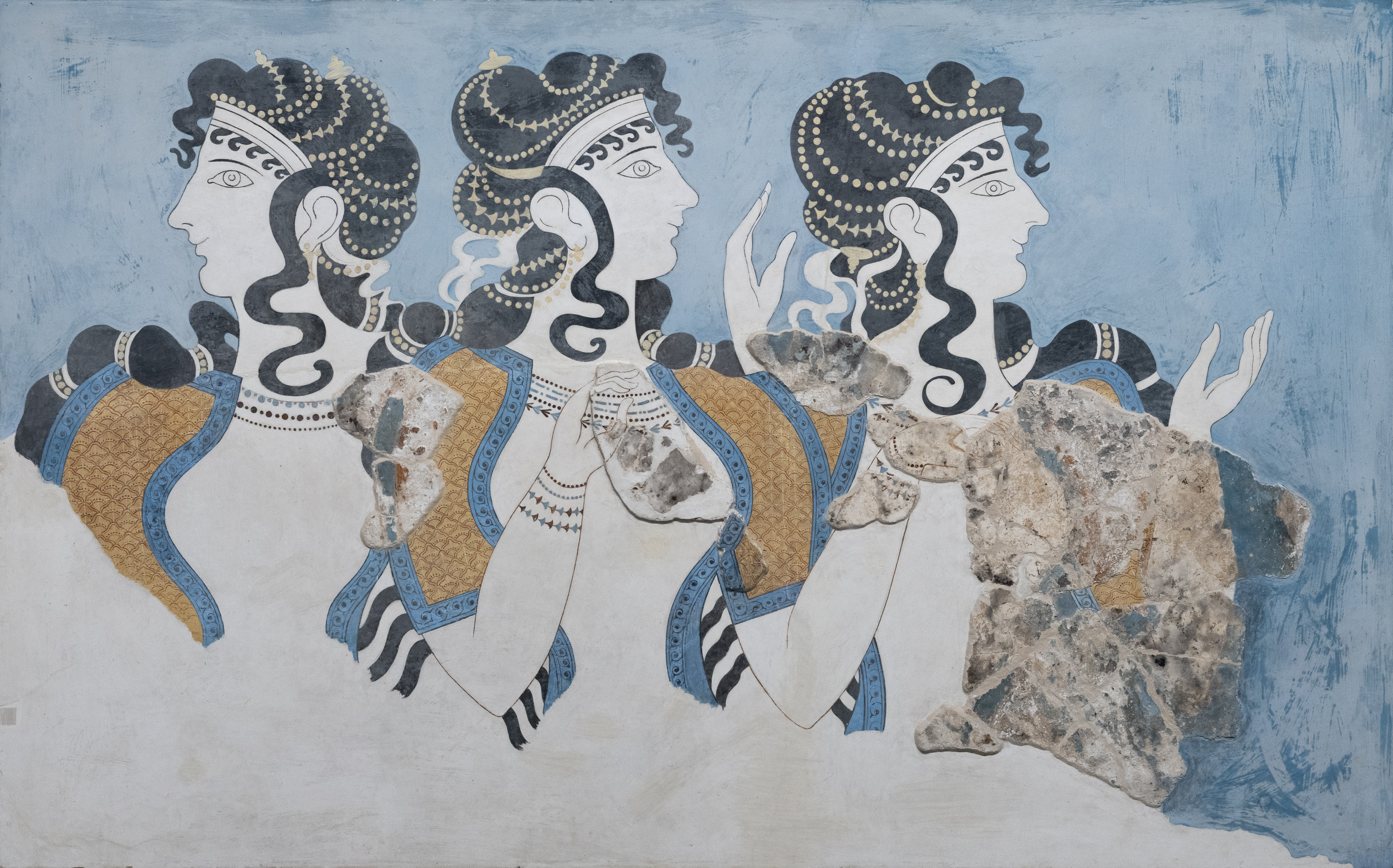
Hawkes fou una de les primeres dones en suggerir la cultura minoica podria haver estat governada per dones

Hawkes fou la primera dona en estudiar arqueologia i antropologia al Newnham College de Cambridge, on es graduà amb els millors honors de la seva classe. En el seu treball sobre els minoics (”L'alba dels déus”, 1968), Hawkes també fou una de les primeres dones en suggerir que els antics minoics podrien haver estat governats per dones. La idea havia estat plantejada temps enrere per historiadors de la cultura i la religió (per exemple, Joseph Campbell) i per altres col·lectius fora de la comunitat acadèmica, alguns d'ells feministes. Hawkes notà que hi havia poques o cap evidència de l'existència d'un governant minoic de gènere masculí, mentre que l'evidència era abundant en el cas d'aquests governants entre els egipcis, hitites, assiris i altres societats contemporànies. A més, a l'art minoic abunden les imatges que representen les dones fortes i poderoses, on tant homes com dones són representants utilitzant robes elegants i provocatives, en ocasions relacionant-se en termes d'igualtat; mentre que a l'art egipci, assiri i grec clàssic les dones (a diferència de les deesses), mai no son mostrades com a iguals als homes. Hawkes afirmà que “l'absència de manifestacions de l'home governant i totpoderós, tan estesa durant aquests moments i en aquesta etapa de desenvolupament cultural que es converteix en pràcticament universal, és una de les raons per a suposar que els ocupants dels trons minoics pogueren haver estat reines”. (”L'alba dels déus”, pàgina 76)
També notà l'evident amor per la naturalesa, tant salvatge com domesticada, en l'art i l'arquitectura minoica; la manca d'una recerca de la monumentalitat en els palaus i l'absència de la guerra i altres motius que representen un sentit de destí, culpa i malenconia en l'art minoic, en marcada oposició a la forta, premonitòria i guerrera arquitectura micènica i la forta presència de temes relacionats amb el destí, l'heroïcitat marcial i la culpa moral de la mitologia grega més tardana. Tot i que no sabem pràcticament res sobre el contingut concret dels mites i del folklore minoic, aquests temes ni tan sols semblen haver ocupat un lloc dins l'art d'aquest període, fet també remarcat per Hawkes. Aquesta visió sobre les diferències entre la Grècia minoica i la micènica continua essent font de controvèrsia, però també serví com a impuls per a la discussió sobre Creta, la seva religió, la naturalesa de la seva monarquia i l'amplia gamma de relacions entre les cultures gregues, minoiques, micèniques i d'altres més tardanes.

## Vida íntima
Conegué a Christopher Hawkes, en una excavació durant els seus estudis a Cambridge, i es casà amb ell quan tenia 22 anys. El seu únic fill, Nicholas, nasqué en 1937. Mantingué un romanç amb el poeta Walter Turner i un altre amb J. B. Priestley, amb qui es casà en 1953, després de divorciar-se de Christopher.